# فلوروسولفونات
فلوروسولفونات در شیمی آلی نام یک گروه عاملی با فرمول F-SO2-O-R است که معمولاً ترک کنندهٔ خوبی در یک مولکول است. در شیمی آلی فلوروسولفونات، آنیون F-SO2-O-، باز مزدوج فلوئوروسولفوریک اسید است.
آلکیل فلوروسولفونات معمولاً عامل‌های قوی آلکیلاسیون اند، همانند استرهای تریفلات (F3C-SO2-OR) اما برخلاف گروه تریفلات، گروه فلوروسولفونات در هیدرولیز پایدار نیست. بنابراین استرهای فلوروسولفونات نسبت به استرهای تریفلات کمتر به عنوان عامل آلکیلاسیون مورد استفاده قرار می‌گیرند.